# Rattus lutreolus
Rattus lutreolus là một loài động vật có vú trong họ Chuột, bộ Gặm nhấm. Loài này được J. E. Gray mô tả năm 1841.